# Bradley Hayes
Bradley Hayes (Jacksonville, Florida, Estados Unidos, 26 de agosto de 1994), es un jugador de baloncesto estadounidense de 2,13 metros de altura que juega en la posición de pívot, militó en el Club Baloncesto Ciudad de Valladolid hasta el 15 de abril de 2019, cuando de forma unilateral, el interior estadounidense decidió abandonar la disciplina carmesí a pesar de que no concluyó la temporada, aún quedaban por disputarse 3 partidos de temporada regular y los ansiados Playoff. Sus estadísticas en el CBCV durante lo que estuvo en el club carmesí fueron: 17 minutos, 7,3 puntos (51,6% TC), 3,9 rebotes y 6,2 de valoración en 29 partidos.

## Carrera deportiva
El jugador estadounidense de 2,13 de altura, formado en la prestigiosa universidad estadounidense de Georgetown, tras no ser drafteado en 2017, realizó su primer año como profesional en el Ehingen Urspring de la Pro A alemana, donde Hayes firmó unos promedios de 9,7 puntos, 7 rebotes y 1 tapón por partido, con unos porcentajes superiores al 50 por ciento en tiros de campo.
En julio de 2018 se confirma su fichaje por el Club Baloncesto Ciudad de Valladolid para jugar en la Leb Oro.
Su estancia en el club pucelano duró hasta el 15 de abril de 2019, día en el que el jugador decide unilateralmente abandonar el club sin previo aviso.